# Milorad Pavić
Milorad Pavić, cyr. Милорад Павић (ur. 15 października 1929 w Belgradzie, zm. 30 listopada 2009 tamże) – serbski poeta, prozaik, tłumacz i historyk literatury.
Studiował na uniwersytetach w Belgradzie i Zagrzebiu (gdzie obronił doktorat z historii literatury). Wykładał m.in. na Sorbonie, w Wiedniu, Nowym Sadzie, Freiburgu, Ratyzbonie, Zagrzebiu. Od 1991 był członkiem Serbskiej Akademii Nauk i Sztuk. Jako poeta debiutował w 1967. Jego głównym dziełem jest Słownik chazarski (1984). Napisał także Siedem grzechów głównych oraz Drugie ciało.
W 2008 Spółdzielnia Literacka wydała zbiór opowiadań pod tytułem „Papierowy teatr”.

## Książki w języku polskim
- Słownik chazarski (Hazarski rečnik), Warszawa, tCHu, 1993, 2004.
- Kolorowy chleb – Niewidzialne lustro (Šareni hleb – Nevidljivo ogledalo), Warszawa, Philip Wilson, 2005.
- Siedem grzechów głównych (Sedam smrtnih grehova), Warszawa, tCHu, 2007.
- Drugie ciało (Drugo telo), Warszawa, tCHu, 2007.
- Papierowy teatr (Pozorište od hartije), Sopot, Gdańsk, Spółdzielnia Literacka, 2008.